# Момчетата на моя живот
„Момчетата на моя живот“ (на английски: Riding in Cars with Boys) е американска биографична трагикомедия от 2001 г., базирана на едноименната автобиографична книга от Бевърли Донофорио. Във филма участват Дрю Баримор, Стийв Зан, Британи Мърфи, Адам Гарсия, Лорейн Брако и Джеймс Уудс. Това е последният филм на режисьора Пени Маршъл.